# Чертолейка
Чертолейка (Черталейка) — река в России, протекает по Котовскому и Ольховскому районам Волгоградской области. Левый приток реки Ольховка, бассейн Дона. Длина реки составляет 30 км. Площадь водосборного бассейна — 312 км².

## География
Чертолейка начинается примерно в 20 км юго-западнее районного центра Котово. Течёт на юго-запад. Протекает через хутор Романов, затем через село Киреево, за которым впадает в Ольховку в 30 км от устья последней. Недалеко от реки находится кратер Чёртово игрище.

## Данные водного реестра
По данным государственного водного реестра России относится к Донскому бассейновому округу, водохозяйственный участок реки — Иловля, речной подбассейн реки — Дон между впадением Хопра и Северского Донца. Речной бассейн реки — Дон (российская часть бассейна).
Код объекта в государственном водном реестре — 05010300412107000009386.